# Україномовна преса Канади
Україномовна преса Канади — періодичні видання українською мовою, що видавалися або видаються на території Канади.

## Видання періоду першої хвилі української еміграції
До 1903 року україномовні періодичні видання в Канаді не друкувалися. Для української діаспори в Канаді, яка почала формуватися в 1890-х роках, потребу в пресі задовольняли часописи ззовні — «Місіонар» із Жовкви і «Свобода» з США, де українська діаспора сформувалася значно раніше.
Першим виданням українською мовою стала в 1903 році газета «Канадійський Фармер» (виходила у Вінніпегу до 1981). Ініціатором заснування тижневика була Ліберальна партія Канади, яка намагалася заручитися підтримкою переселенців з України, кількість яких зростала. Консерватори Канади, які взяли з них приклад, стали випускати часопис «Слово», що виходив у Вінніпегу в 1904—1905 роках, а згодом «Канада».
З 1905 року випуском україномовної преси стали займатися політичні та релігійні організації різних спрямувань. До початку Першої світової виходило 24 видань.
У Вінніпегу в 1905 році вийшла пресвітеріанська газета «Ранок». У цьому ж місті соціал-демократи з 1907 року випускали «Червоний прапор». Після того як 8 березня 1908 року його вихід припився, у Вінніпегу в 1909 році розпочався випуск під редакцією Мирослава Стечишина «Робочого народу», який став органом українських соціалістів у Канаді та США. В Едмонтоні Робітнича Видавнича Спілка з 16 листопада 1911 до 1913 року видавала свій центральний орган федерації української соціал-демократії в Америці «Нова Громада». У 1910 році у Вініпегу вийшов часопис «Український голос». Греко-католицька церква в 1911 році започаткувала «Канадійський русин». У 1913—1922 роках в Едмонтоні виходила газета «Новини».

## Видання періоду другої хвилі української еміграції
Поява нових переселенців після Першої світової війни та українських визвольних змагань змінила життя української еміграції Канади. Їх залучення до громадської життя діаспори зробило значний вплив на україномовну пресу. Різноманіття політичних течій не тільки змінювало видання, що виходили, але й сприяло появі нових. У міжвоєнних час виходило понад 100 україномовних видань.
У 1919 році газета «Ранок» об'єдналася з едмонтонським виданням «Канадієць» стала виходити під назвою «Канадійський Ранок» і надалі дотримувалася протестантизму.
«Канадійський українець», який у 1919 році прийшов на зміну «Канадійському русину», продовжував підтримувати Українську Греко-Католицьку Церкву і консерваторів. Часопис підтримував тісні зв'язки з гетьманцями-державниками. Вихід газети припинився внаслідок економічної кризи в 1931 році. У представників гетьманського
руху в Канаді були і свої офіційні видання: двотижневик «Канадійська Січ» (з 12 квітня 1928 до 1930 року), двотижневик «Січ» (1939). З 1934 року став виходити тижневик Український робітник.
У жовтні 1930 року побачили світ видання «Стрілецькі вісті», «Новий шлях», які підтримували націоналістичний напрямок української діаспори. «Стрілецькі вісті», що були органом «Української стрілецької громади», два роки виходили окремим виданням, а згодом стали виходити до 1939 року як сторінки у «Новому шляху», що стало загальнонаціоналістичним часописом, з 1931 року — орган Українського національного об'єднання в Канаді.
У цей час у Канаді діяли українські організації лівого спрямування, які мали свої видання.
У 1918 році канадський уряд закрив орган соціалістів «Робочий народ». З 1919 року стали виходити «Українські Робітничі Вісті», які у 1924 році стали належати створеному Робітничо-фермерському видавничому товариству (ТУРФДім), яке підпорядковувалося Комуністичній партії Канади. У 1935 році часопис став першою щоденною газетою українською мовою в Канаді. У 1937 році видання змінило назву на «Народна газета».
Свої видання були у спілок, які позиціювали у своїх поглядах захист прав трудового люду. З 1922 року виходив щомісячний журнал «Голос праці». Наступного року для жінок розпочав свої публікації «Голос робітниці». У 1924 році замість них став виходити двотижневик «Робітниця», а для молоді — місячник «Світ молоді» при спілці Української робітничої молоді. Замість нього з 1930 по 1932 рік виходив журнал «Бойова молодь». Для працівників сільського господарства з 1925 по 1940 рік виходив тижневик «Фермерське Життя».
Прихильники троцькізму з 1933 по 1938 рік видавали газету Робітничі Вісті. У 1928—1930 роках для тих, хто сповідував інтернаціоналізм, виходив культурно-освітній місячник «Новий світ».
Соціалісти, після закриття в 1918 канадською владою їх органу «Робочий народ», у 1920 році видавали тижневик «Правда і воля» у Ванкувері. Під також назвою у 1929—1932 роках у Вінніпегу виходив часопис Українського Народного Дому. У цьому ж місті друкувався з 1936 року часопис «Правда», який після переїзду в 1938 році Торонто змінив назву на «Вперед» (виходив до 1940 року). Всі ці видання стояли на позиціях соціалізму.
Погляди москвофілів, які були пов'язані з Російською православною церквою, виражали «Воля народа» (1921), «Канадийская жизнь» (1920-ті), «Друг народа» (Едмонтон), «Неділя» (1932—1933), його через рік замінив місячник «Віра».
Чимало видань виходило під егідою українських католиків. Тижневик «Західні вісті», що виходив з 1929 року в Едмонтоні, був органом української католицької церкви. У 1931 оці його перейменували на «Українські вісті». У 1924—1927 роках
у Вінніпегу видавалися «Єпархіальні вісті». Редемптористи від 1923 по 1928 рік видавали у Саскачевані журнал «Голос Избавителя», з 1933 року поновлений як «Голос Спасителя». Братства українців католиків Канади з 1933 року випускає «Бюлетень БУК» в Йорктоні. У 1937 році його замінив двотижневик «Будучність нації». Українська католицька парафія св. Андрія з серпня 1938 до кінця 1940 року видавала У Вінніпегу «Церковне життя». Отці-василіани у 1937 році розпочали випуск у Мондері часопис «Світло».
Органом Української греко-православної церкви в Канаді з 1924 був «Православний вісник», у 1928 році змінив назву на
«Вісник». Прихильники української православної видавали бюлетень «Рідна церква» (1935—1940).
Протестанти з 1923 року видавали у Торонто журнал «Віра та знання». Вони ж також випускали «Голос правди», «Євангельський вістник», «Слово правди», «Світло і слово правди» тощо. Баптисти Західної Канади випускали «Християнський вістник», а у Вінніпегу з 1929 року «Євангельський вістник», в Торонто — «Свідок Правди» (1911—1926). Адвентисти друкували в Каледж Гайт «Сторожу правди» і «Зорю правди».
Для українців друкувалися видання на економічну тематику. Тижневик «Наш поступ» (1922—1929), що виходив в Едмонтоні, був присвячений різним аспектам фермерства. Газета «Фермерський голос» (1932—1933) приділяла увагу питанням сільського господарства. У Вінніпегу з 1934 року виходив «Торгівельно-промисловий провідник», а з 1935 року під назвою «Народне господарство». У 1937 році Саскачеванський пшеничний пул видавав щомісячник «Український кооператор».
У 1920—1921 роках у Торонто виходив науково-популярний журнал «Заморський вісник». В Ошаві друкувався освітній місячник «Слово» (1933—1935). Для української молоді виходили «Нова ера» (1931—1939), «Промінь». Для дітей видавався у Вінніпезі «Дитячий світ». Гумористичне та сатиричне спрямування мали журнали «Вуйко» (1922—1930), «Точило» (1930—1947), «Гарапник» (1935).

## Видання періоду третьої хвилі української еміграції
15 грудня 1948 року в Торонто розпочався випуск газети «Гомін України»
У 1956-1960 роках видався дитячий журнал «Соняшник»
У 1968 році почав видаватися християнський журнал «Євангельський Голос», що був започаткований у м. Кременець, що на Тернопільщині, але після радянської окупації Західноукраїнських земель був закритий, а його видавці репресовані. Після цього він виходив деякий час в Аргентині, а потім у Канаді аж до 1993 року. З 1993-го «повернувся» до України, де видається донині.
У 1977 році «Новий шлях» перенесли до Торонто з Вінніпегу, де він друкувався з 1941 року. У видавництві «Новий шлях» під егідою Організації українок Канади (ОУК) друкується з 1950 року щомісячник «Жіночий світ». У цьому ж видавництві випускаються журнали «Смолоскип» і «Голос молоді».
«Канадійський Ранок» з 1961 став виходити під назвою «Євангельський ранок».
У 1981 припинився випуск газети «Канадійський Фармер», першого періодичного видання українською мовою в Канаді.
З 1960 року під егідою Союзу українок Канади виходить щомісячник «Промінь». .
Етнічні товариств видавали «Лемківські вісті», «Літопис Волині».

## Видання періоду четвертої хвилі української еміграції
- «Українська Газета» — виходила з вересня 2012 року до початку 2014 року в Квебеку. Періодичність 12 номерів у рік. Видання було створено для українців Північної Америки й тих, хто цікавиться українськими новинами, мовою, історією, культурою[4]. Головний редактор — Наталія Кісіль. Газета мала кореспондентів у Канаді (серед них Михайло Блехман) та в Україні.